# Sclerosi concentrica di Baló
La sclerosi concentrica di Baló è uno dei disturbi borderline della sclerosi multipla. Tali disturbi identificano un insieme di malattie tra cui la Malattia di Devic o neuromielite ottica, la sclerosi maligna di Marburg o sclerosi multipla tumefattiva e la sclerosi mielinoclastica diffusa.
È una condizione rara e relativamente acuta. Gli attacchi possono procedere rapidamente per settimane o mesi, a volte senza remissione, come la variante di Marburg, con possibili esiti letali o grave disabilità. Tuttavia, la maggior parte dei casi ha un decorso più benigno e autolimitante, con remissione spontanea.
Si tratta di una malattia demielinizzante simile alla classica sclerosi multipla, ma con la particolarità che i tessuti demielinizzati formano strati concentrici. I ricercatori ritengono che, sebbene inizialmente la diagnosi venisse fatta unicamente post-mortem, la prognosi sia simile alla sclerosi maligna di Marburg, e si è visto che in entrambi i casi i pazienti possono sopravvivere, restare stabili con le terapie più efficaci attualmente usate per la sclerosi multipla, e ci sono stati casi asintomatici.

## Storia ed epidemiologia
Prende il nome dal suo scopritore, Jószef Baló, che la scoprì nel 1928 e la definì come una variante di attacco acuto di sclerosi multipla.
La patologia è più comune nelle popolazioni cinesi e filippine (entrambe mongole) più che nella popolazione caucasica.
La sclerosi concentrica di Baló è stata segnalata comportarsi nei bambini diversamente rispetto a quanto accade negli adulti.

## Fisiopatologia
Le lesioni della sclerosi di Baló fanno parte delle lesioni di tipo III della sclerosi multipla (oligodendrogliopatia distale).
Secondo ricerche della dottoressa Claudia Lucchinetti, nella sclerosi concentrica di Baló, gli anelli potrebbero esser causati da un'ipossia fisiologica nella lesione, che a sua volta è contrapposta all'espressione di proteine da stress al confine della lesione. Questa espressione e mancanza di espressione, forma anelli di tessuto preservato all'interno della lesione ed anelli di tessuto demielinizzato esattamente oltre il punto in cui il precedente attacco aveva indotto proteine da stress. È per questo che i successivi attacchi formano anelli concentrici.
In definitiva, questa lesione in espansione causa l'immagine progressivamente concentrica tipicamente vista. Tuttavia, in alcuni pazienti, la patologia che causa la malattia sembra esaurirsi ed arrestarsi, per cui i pazienti talvolta si riprendono spontaneamente. Il meccanismo che causa gli attacchi e le riparazioni rimane incerto.
Negli anni 2000 è stato proposto un modello matematico per la sclerosi concentrica: gli autori effettuano un riesame delle procedenti teorie patologiche, discutendo della connessione tra sclerosi concentrica e gli Anelli di Liesegang e propongono un nuovo meccanismo basato sull'auto-organizzazione.

## Diagnostica per immagini
Le lesioni della sclerosi concentrica di Baló sono distinte dalle normali lesioni visibili in risonanza magnetica mostrando strati alternati ipo- ed iper-intensi.
Le lesioni di Baló vengono rilevate utilizzando particolari tecniche di imaging che usano il rapporto acqua/mielina.
Le caratteristiche della risonanza e le caratteristiche della lesione possono esser correlate se vien preso un campione tramite biopsia, fornendo una metodologia per standardizzare la futura diagnosi tramite risonanza.
Un report che compara la spettroscopia magnetica nucleare, il trasferimento di magnetizzazione e diffusione dei tensori di istopatologia in pazienti con la sclerosi concentrica di Baló, ha notato che l'infiammazione è stata tracciata da anisotropia frazionaria ed aumento del lattato. In contrasto, il rapporto di magnetizzazione ed il coefficiente di diffusione mostrano una perdita di tessuto negli anelli della lesione.

## Trattamento
Sembra che il trattamento delle fasi attive migliori con la terapia cortisonica, ed il decorso possa esser trattato e probabilmente modificato, così come per la sclerosi multipla, con alcune terapie più aggressive per il trattamento della sclerosi multipla (natalizumab, rituximab, immunosoppressori chemioterapici).

## Prognosi
Oggi la malattia ha una prognosi migliore rispetto ai casi riportati in passato, che avevano registrato gravi sintomi e mortalità: gli esisti intermedi tra il completo recupero e la sostanziale invalidità o decesso sono statisticamente i più frequenti, con miglioramenti clinici accentuati e in alcuni casi completi.